# Smolsko
Smolsko (bulgariska: Смолско) är ett distrikt i Bulgarien.   Det ligger i kommunen obsjtina Mirkovo och regionen Sofijska oblast, i den centrala delen av landet, 50 km öster om huvudstaden Sofia.
I omgivningarna runt Smolsko växer i huvudsak blandskog. Runt Smolsko är det ganska glesbefolkat, med 36 invånare per kvadratkilometer.